# Rakaczki Bence
Rakaczki Bence (Miskolc, 1993. május 14. – Miskolc, 2014. január 16.) magyar labdarúgó.

## Pályafutása
Kisgyermekkorától futballozott, 8 éves korában a Miskolci Sportiskolában kezdte focista pályafutását. Első és utolsó csapata a Diósgyőri VTK volt, ahol a korosztályos csapatokat végigjárva fiatal kora ellenére sikereket ért el. 2012-ben a labdarúgó-bajnokság első osztályának utolsó négy mérkőzésén már szerepet kapott a DVTK felnőtt csapatában is.

## Betegsége és halála
2012-ben, a bajnokság után leukémiát diagnosztizáltak nála. 2013 februárjában csontvelő-átültetést kapott, amely időlegesen sikeresnek bizonyult. A sporttársadalom és a szurkolók összefogtak gyógyulása érdekében, vért adtak és pénzt gyűjtöttek a gyógykezelésre. Szervezete végül mégis feladta a küzdelmet és a fiatal sportoló 2014. január 16-án délután fél négykor, 20 éves korában elhunyt. Emlékére másnap este 7 órára csendes megemlékezést szerveztek a DVTK-stadionhoz, melyen 1500–2000 ember vett részt.